# 日本FP学会
日本FP学会（にほんえふぴーがっかい、英名 Japan　Academic society for Financial Planning）は、グローバリゼーションのもとにおけるパーソナル・ファイナンスの研究及びその教育・普及によって、わが国の金融システムの安定・発展を図り、個人の資産管理に関する教育及び研究を行う人材の育成を目指すことを目的に、2000年（平成12年）に発足した学会。日本学術会議のメンバー 。事務局を東京都港区虎ノ門4-1-28に置いている。